# جوئل روکا
جوئل روکا (انگلیسی: Joel Roca؛ زادهٔ ۷ ژوئن ۲۰۰۵) بازیکن فوتبال اهل اسپانیا است که در پست وینگر چپ برای باشگاه ژیرونا بی بازی می‌کند.
وی همچنین در تیم‌های ملی فوتبال زیر ۱۷ سال اسپانیا و زیر ۱۹ سال اسپانیا بازی کرده‌است.